# Chaetolopha turbinata
Chaetolopha turbinata är en fjärilsart som beskrevs av Louis Beethoven Prout 1941. Chaetolopha turbinata ingår i släktet Chaetolopha och familjen mätare. Inga underarter finns listade i Catalogue of Life.